# Mascarville
Mascarville (em occitano:  Mascarvila) é uma comuna francesa na região administrativa da Occitânia, no departamento do Alto Garona. Estende-se por uma área de 5.27 km², com 179 habitantes, segundo o censo de 2018, com uma densidade de 34 hab/km².